# Le Prieur

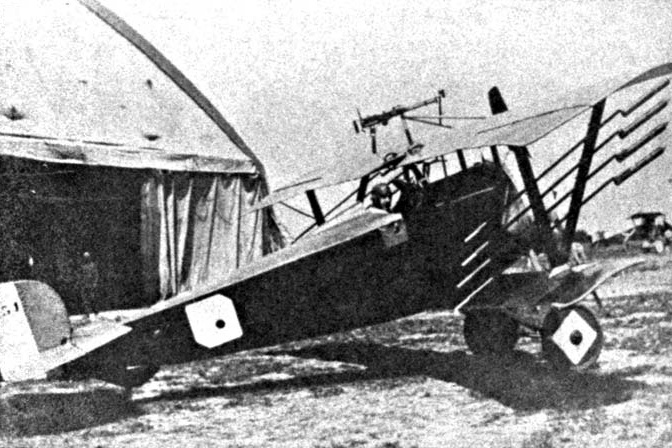
Nieuport 11 z pociskami Le Prieur

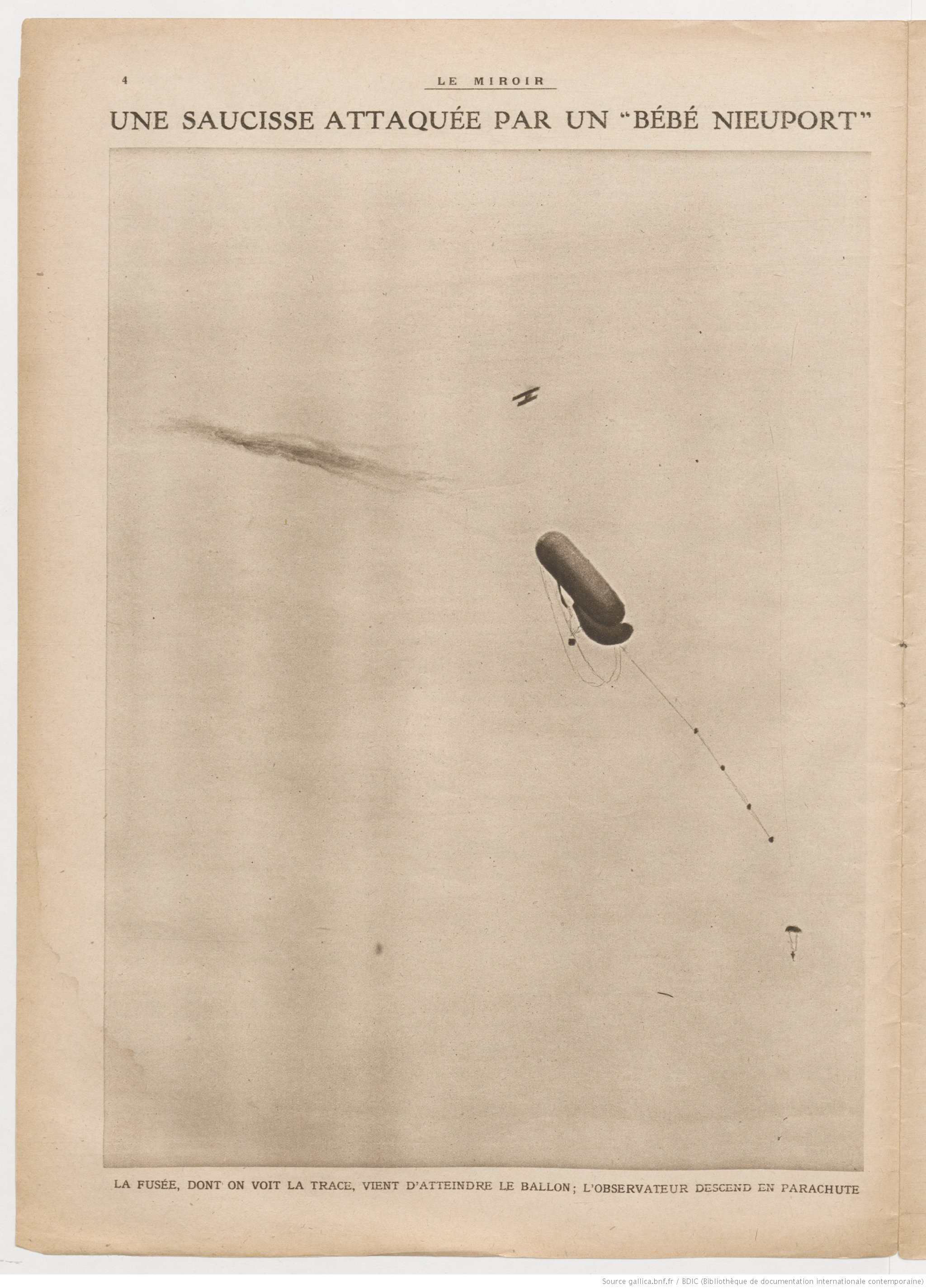
Nieuport 11 atakujący niemiecki balon obserwacyjny pociskami Le Prieur; widoczne chaotyczne ślady lotu pocisków

Le Prieur (fr. Fusées Le Prieur) – francuski zapalający niekierowany lotniczy pocisk rakietowy powietrze-powietrze, używany podczas I wojny światowej głównie przeciwko balonom obserwacyjnym i sterowcom.

## Tło
Balony obserwacyjne, powszechne na liniach frontu I wojny światowej były bardzo groźne dla przeciwnika: umieszczeni w nich obserwatorzy mieli wgląd na zaplecze frontu, co zapobiegało niezauważonej koncentracji sił, utrudniało manewry, dostarczanie zaopatrzenia, zwłaszcza, że obserwatorzy równocześnie korygowali ogień artylerii. Z tego względu niszczenie balonów uważano za nader istotne zadanie, ale mimo wielkości i potencjalnej łatwopalności wypełniającego je wodoru, były one bardzo trudnym celem. Nawet trafienie karabinowym pociskiem zapalającym nie gwarantowało zapłonu wodoru – potrzebne było poważne uszkodzenie powłoki ciągłym ogniem karabinów maszynowych, by doprowadzić do wymieszania się gazu z powietrzem i wybuchu. Stanowiska balonów były otoczone pozycjami obrony przeciwlotniczej, przez co powtarzanie ataków było bardzo ryzykowne.
By dać samolotom większą szansę zniszczenia balonu, francuski porucznik Yves Le Prieur zaproponował użycie prostego pocisku rakietowego, co początkowo nie spotkało się z entuzjazmem władz wojskowych. Zezwolono mu jednak na eksperymenty, po których przeprowadzeniu, w jego pociski została uzbrojona niewielka eskadra. Stworzył w ten sposób pierwszy rakietowy pocisk powietrze-powietrze.

## Konstrukcja
Pociski rakietowe Le Prieur miały postać rurki wypełnionej paliwem stałym (około 200 gramów czarnego prochu); głowica zakończona była metalowym grotem do przebijania powłok balonów. Działanie niszczące polegało na rozdarciu powłoki balonu (co było możliwe przy strzale z dystansu około 200 metrów) i zapłonie wodoru przez wciąż działający silnik rakiety. Pocisk był długi na około 45 centymetrów i stabilizowany prętem o długości około 1 metra.
Wyrzutnie miały postać niewielkich rurek, średnicy około 2,5 centymetra, montowanych (najczęściej po cztery) na rozpórkach skrzydeł samolotów dwupłatowych, które odpowiednio zabezpieczano folią metalową i azbestową tekturą (folią zabezpieczano też narażone na ogień wylotowy powierzchnie skrzydeł). Do rurek wsuwano pręty stabilizujące rakiet. Odpalanie następowało elektrycznie po naciśnięciu włącznika w kabinie pilota. Zasięg skuteczny nie przekraczał 120 metrów, powyżej tej odległości trajektoria pocisku była nazbyt zakrzywiona, by umożliwić celowanie.

## Użycie bojowe
Pierwsze użycie tej broni zanotowano podczas bitwy pod Verdun 22 maja 1916 roku. Przygotowując natarcie na fort Douaumont, Francuzi uznali za konieczne zlikwidowanie niemieckich posterunków obserwacyjnych. Atak całej eskadry na osiem balonów zakończył się znacznym sukcesem – zniszczono sześć, kosztem jednego samolotu, zmuszonego do lądowania po wrogiej stronie frontu (nieodpalone pociski wpadły w ręce niemieckie).
Broń nie była zbyt popularna wśród pilotów ze względu na trudność użycia: piloci ćwiczyli strome nurkowanie na cel wyznaczony na ziemi, podrywając maszyny na kilkudziesięciometrowej wysokości i odpalając pociski. Właściwy atak był jeszcze bardziej ryzykowny, ze względu na słabą manewrowość obciążonego samolotu, możliwość zderzenia z balonem, jego linami lub trafienia przez artylerię przeciwlotniczą na małej wysokości. Niemniej bywały skuteczne: 25 czerwca 1916 roku Royal Flying Corps w równoczesnym ataku na 23 balony zniszczył 15, z czego cztery pociskami. Nietypowa akcja miała miejsce w dniu 25 września 1916 roku. Balony, które miało zaatakować dwóch pilotów 60 Squadron RAF, Albert Ball i A. Walker, były na ziemi, więc Brytyjczycy użyli swych pocisków przeciw niemieckim samolotom. Pociski Balla nie trafiły dwumiejscowego Rolanda i pilot musiał dokończyć ataku używając standardowego uzbrojenia; rakiety Walkera zniszczyły natomiast obserwacyjną maszynę LVG.
Pociski poważnie ograniczały manewrowość samolotu i były dość ciężkie, więc wobec ich niezbyt wielkiej skuteczności, piloci broniący Londynu przed zeppelinami uważali je za przeszkodę. Najważniejsze było dla nich osiągnięcie dużej wysokości, na której operowały niemieckie sterowce – w tym celu starali się odciążać samoloty, zostawiając na ziemi zalecane przez dowództwo pociski, bomby zapalające i tym podobne. Wulstan Tempest wspominał, że po zestrzeleniu sterowca 1 października 1916 roku miał kłopoty, bo przyznał w raporcie, że nie użył pocisków Le Prieur, a jedynie km-u Lewisa z amunicją zapalającą. Łącznie w czasie wojny pociskami Le Prieur zniszczono około 50 niemieckich balonów, ale nigdy nie zanotowano zestrzelenia żadnego sterowca.
Od 1917 roku pociski były wycofywane i zastępowane przez trasery i fosforowe pociski zapalające Buckingham. Te ostatnie miały płaską powierzchnię czołową, powodującą większe rozdarcie tkaniny. Inną amunicją, którą wprowadzono do użycia przeciw sterowcom, były wypełnione nitrogliceryną zapalające pociski Pomeroya.
Pociski Le Prieur były przenoszone przez myśliwce Nieuporta (między innymi 16 i 17), Sopwithy Pup i Camel, czasem też inne, jak SPAD S.VII i XIII.